# Keith Baker (cầu thủ bóng đá)
Keith Baker (15 tháng 10 năm 1956 – 2013) là một cầu thủ bóng đá người Anh thi đấu ở vị trí thủ môn.